# Plaza y Monumento de los Caídos
Plaza y Monumento de los Caídos es un homenaje a los integrantes de las Fuerzas Militares que han muerto como consecuencia del conflicto armado interno en Colombia.

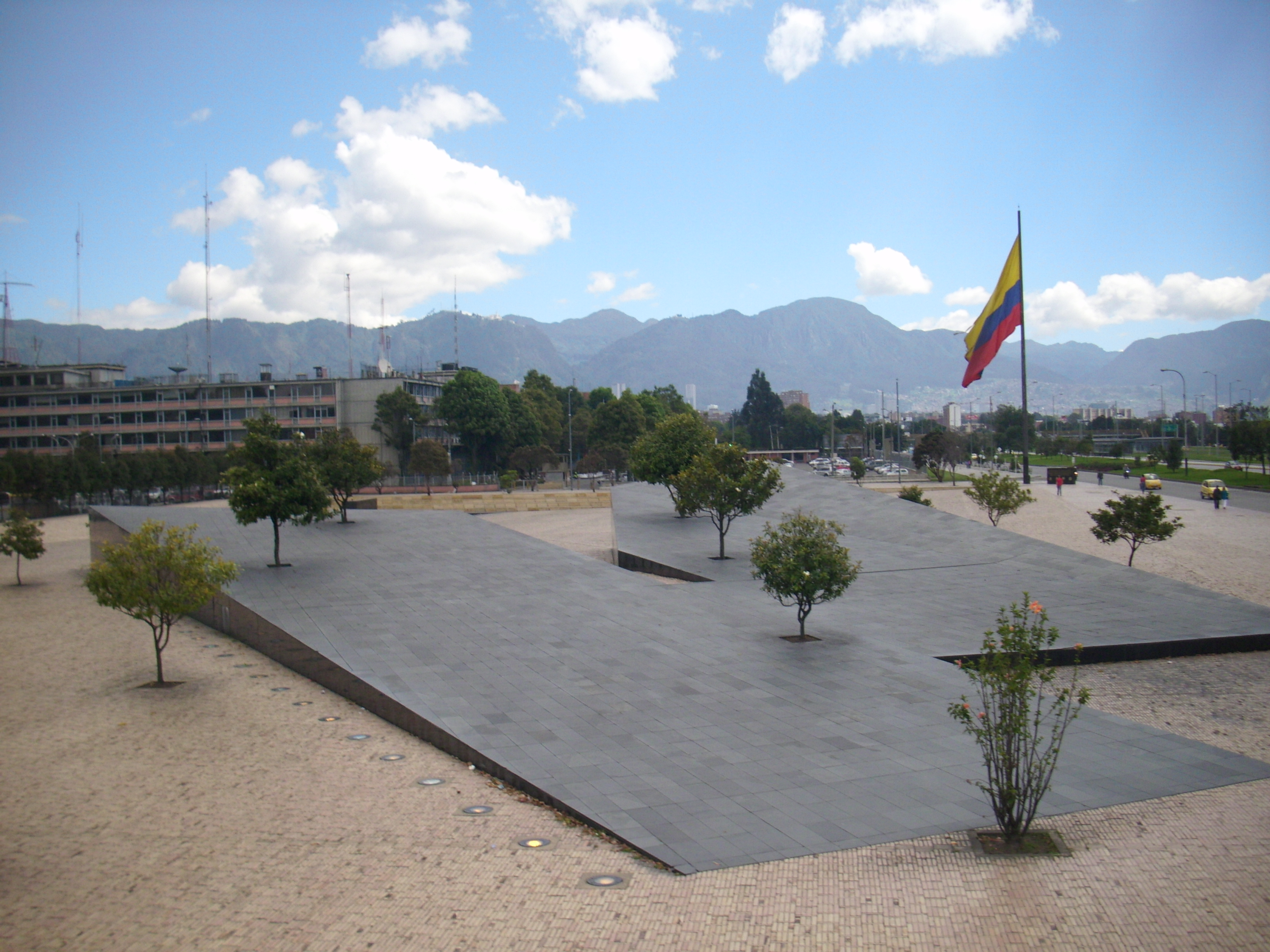
Plaza y Monumento de los Caídos.

Las obra fue inaugurada el 7 de agosto de 2003. Tiene un área de 28.701 metros cuadrados y está ubicada en el Centro Administrativo Nacional (CAN). En ella se encuentran tres elementos principales: el Monumento a los Caídos, la Llama eterna, e izada en un asta de gran altura, una enorme Bandera de Colombia. El Monumento a los Caídos, denominado actualmente "Monumento a los Militares y Policías Caídos en Combate", está elaborado en concreto recubierto con granito negro, y en él aparecen grabadas siluetas humanas y frases patrióticas en cada uno de sus costados. Fue una creación conjunta de los arquitectos Lorenzo Castro Jaramillo, Rodrigo Zamudio y Juan Camilo Santamaría.